# Caroline Paulus
Caroline Elisabeth Paulus (* 1. März 1959 in Villeneuve-sur-Lot), auch bekannt als Bambou, ist eine französische Schauspielerin, Sängerin und Model. Von 1981 bis zu dessen Tod 1991 war sie die Partnerin des Sängers Serge Gainsbourg.

## Biografie
Paulus ist die Tochter eines in Indochina eingesetzten deutschen Fremdenlegionärs und sechstes Kind einer vietnamesischen Mutter mit chinesischen Wurzeln. Ihr Großvater Friedrich Paulus war im Zweiten Weltkrieg Oberbefehlshaber der 6. Armee während der Schlacht von Stalingrad. Sie kam in Villeneuve-sur-Lot zur Welt, wo ein Lager für eingewanderte Vietnamesen und Chinesen existierte. Im Alter von sechs Monaten wurden die Kinder von ihrer Mutter getrennt und bei Pflegefamilien untergebracht. Caroline verbrachte eine unglückliche Kindheit im Morvan, wo sie im Alter von neun Jahren Rasierklingen stahl, um sich das Leben zu nehmen. Mit dreizehn wurde sie, gegen ihren Willen, von ihrer Mutter wieder aufgenommen. Ihre Jugend wurde vom Drogenkonsum geprägt. Abgemagert als Model arbeitend traf sie 1980 im Pariser Club Elysée Matignon auf den 31 Jahre älteren Serge Gainsbourg, den sie „mon petit papa“ nannte. Ihr gemeinsamer Sohn Lucien („Lulu“) wurde 1986 geboren.
Mit dem Film L’Enfant secret begann 1979 ihre Karriere. Paulus spielte außerdem Rollen in den Filmen und Fernsehserien L’Homme sandwich, La Fin de la nuit und 74 km avec elle.
Im Jahr 1981 inspirierte sie in Los Angeles Gainsbourg zu dem Lied Bambou, das auf Alain Chamforts Album Amour année zéro erschien. Im selben Jahr war sie Modell für dessen Fotobuch Bambou et les poupées. 1982 spielte sie im Film Enquête sur une vie d'artiste und im Jahr darauf in einem Videoclip, den Gainsbourg für Renaud realisierte. Als Sängerin ist sie auf Gainsbourgs 1989 veröffentlichtem Album Made in China zu hören. Bereits 1987 hatte sie im Duett mit Jacques Dutronc das Lied Opium aufgenommen; aus dem Jahr 2001 stammt das mit ihrem Sohn Lulu Gainsbourg gesungene Ne dis rien, mit Marc Lavoine kamen Dis-moi que l'amour (2003) und Nuits de Chine (2007) hinzu.

## Kultur
Paulus war in den 1980er Jahren eine einflussreiche Figur der Musik- und Fashionszene. Im Film Gainsbourg (Vie héroïque) von Joann Sfar wird sie von Mylène Jampanoï dargestellt.
2024 veröffentlichte Paulus ihre Autobiografie Pas à pas dans la nuit.